# Бейран, Луати
Энрике Луати да Силва Бейран (порт. Henrique Luaty da Silva Beirão; 19 ноября 1981, Луанда), более известен как Иконокласта (порт. Ikonoklasta), в русскоязычных источниках часто Луати Бейрау — ангольский хип-хоп-музыкант, правозащитник и общественно-политический активист. Один из ведущих африканских рэперов. Лидер молодёжной оппозиции режиму МПЛА и президента душ Сантуша, организатор и участник протестных акций 2011 года. В 2015—2016 — политзаключённый. Освобождён под давлением общественной кампании.

## Хип-хоп и автостоп
Родился в семье высокопоставленного чиновника правящей МПЛА Жуана Бейрана. Через отца Луати был с детства знаком с президентом Анголы Жозе Эдуарду душ Сантушем.
С 1994 года Луати Бейран занялся музыкой. Стал одним из лучших исполнителей и авторов в жанре хип-хоп. Принял псевдоним Иконокласта (другое прозвище — Бригадейро Мата Фракуш). Уделяет особое внимание социальному контексту «музыки протеста угнетённых».
Учился в Португалии. Наряду с ангольским, имеет португальское гражданство. Получил образование инженера-электротехника в Великобритании и экономиста во Франции. В марте 2003 года, находясь в английском Плимуте, участвовал в акциях протеста против Иракской войны. Во Франции примыкал к студенческим протестам.
В 2009 году, после смерти отца (Жуан Бейран скончался в 2006), Луати Бейран вернулся в Анголу. Для этого проделал автостопом путь из Лиссабона в Луанду, имея при себе лишь мешок орехов и сухофруктов. Объяснял это стремлением проникнуться африканской солидарностью.
Луати Бейран женат на единомышленнице и соратнице Монике Алмейде, в браке имеет дочь Луену.

## Политическая позиция
На родине Луати Бейран примкнул к протестному движению против режима Жозе Эдуарду душ Сантуша. 27 февраля 2011 года выступал с политическим концертом под лозунгом Ze Du — fora! («Долой душ Сантуша!»; Зе Ду — прозвище президента Анголы). На этой акции присутствовал сын президента Эдуане Данило Лемуш душ Сантуш, поклонник творчества Иконокласты. Луати Бейран сказал ему:

Господин Данило, передай отцу: мы не хотим его больше! 32 года — это слишком много!

Иконокласта активно участвовал в выступлении 7 марта 2011. Молодёжные протесты в Луанде развернулись под влиянием Арабской весны, но были быстро подавлены властями. Ключевую роль в подавлении сыграли Дину Матрос и Бенту Бенту.

Послышался ответ протестного лидера Луати Бейрау, известного в мире как рэпер Иконокласта: «Мы не устрашимся угроз продажного Дину Матроса! Не бойся сказать: нет! Не бойся крикнуть: долой!» Вокруг КАСА и Шивукувуку началась консолидация активной молодёжи.

Рэпер Луати Бейран стал рассматриваться как один из лидеров оппозиционного движения. В одной из своих песен Иконокласта охарактеризовал себя как «камикадзе Анголы». Его политическая программа требует устранения «архаичного» режима МПЛА, «не желающего реального перехода от коммунизма к демократии». В протестных песнях Иконокласты фигурировал лично душ Сантуш — как виновник бедственного положения ангольцев. При этом Иконокласта призывает отдавать должное Жонасу Савимби.
Бейран выступает против социального неравенства, политических репрессий, коррупции обвиняет власти в нищете населения нефтедобывающей страны. Кроме того, Иконокласта считает, что режим МПЛА даже сохранил привилегии белой элиты за счёт чернокожих ангольцев.

## Заключение и освобождение
Первоначально репутация покойного отца (председателя президентского Фонда Жозе Эдуарду душ Сантуша) создавала Иконокласте некоторый иммунитет от жёстких репрессий. Но уже в 2012 году он подвергался арестам и избиениям, против него началась фабрикация уголовных дел (в шине его велосипеда «обнаружилась» партия кокаина).
В 2015 году Луати Бейран примкнул к оппозиционной группе университетского профессора Домингуша да Круша, автора работы Инструменты свержения диктатора и предотвращения новой диктатуры — Политическая философия освобождения Анголы, основанной на эссе Джина Шарпа От диктатуры к демократии. Группа проводила еженедельные собрания на частной квартире. (Среди участников группы был 20-летний Мануэл Кивонде Баптиста Ниту Алвиш, известный как последователь восстания Nitistas.)
20 июня 2015 ангольская полиция арестовала 14 оппозиционных активистов, в том числе Луати Бейрана. Арестованным предъявили обвинение в подготовке восстания против президента душ Сантуша. В тюрьме Иконокласта объявил голодовку. Держал 36 дней и прекратил по просьбе жены, просившей ради дочери. Жена Иконокласты общественная активистка Моника Алмейда, руководившая кампанией в его защиту, отмечала жёсткое давление со стороны властей.
Луати Бейран и 16 других оппозиционеров предстали перед судом в Луанде. 28 марта 2016 года они были признаны виновными и приговорены к различным срокам тюремного заключения. Иконокласта получил 5,5 лет тюрьмы. Официоз МПЛА Jornal de Angola обвинил Иконокласту в намерении превратить Анголу в «новую Ливию», в позитивных отзывах о Савимби и в связях с «иностранными центрами», прежде всего португальской медиа-структурой Франсишку Пинту Балсемана.
Арест и заключение ангольских оппозиционеров вызвали международные протесты. В ряде стран, начиная с самой Анголы, состоялись акции солидарности. Луати Бейрана посетили представители пяти европейских посольств, в том числе посол Португалии в Анголе Жуан да Камара. Иконокласта выражал благодарность за поддержку и обещал продолжать борьбу.
Под давлением общественных протестов 26 июня 2016 года Верховный суд Анголы вынес решение освободить заключённых по «делу группы да Круша». Луати Бейран вышел на свободу, выехал из Анголы и обосновался в Португалии.

## Активист за границей
В 2017 году в Анголе произошла смена власти: Жозе Эдуарду душ Сантуш передал президентство Жуану Лоренсу (скончался душ Сантуш в эмиграции в 2022). Кратковременная «ангольская Оттепель» быстро сменилась новым ужесточением режима. Луати Бейран критикует ангольские власти за нарушения Конституции, в том числе за распоряжение президента Лоренсу, запрещающее ему въезд в страну.
В Португалии Луати Бейран примкнул к Movimento Cívico Mudei — Гражданскому движению за перемены, организации ангольского мирного протеста. На выборах 2022 поддерживал УНИТА, в особенности лично Адалберту Кошта Жуниора. Координировал аналитические группы в Португалии при подсчёте голосов. В то же время он констатировал, что политический режим исключает реальное волеизъявление избирателей.
По оценкам Луати Бейрана, правящий режим Анголы остаётся авторитарным, культ личности душ Сантуша сменяется культом личности Лоренсу и «к этому узлу можно подходить только с ножницами».

## Интересные факты
- 11 ноября 2012 года — в День независимости Анголы — представители российских демократических организаций провели в Санкт-Петербурге акцию в поддержку ангольской оппозиции, на которой особо упоминался Луати Бейран. На поднятых плакатах были лозунги «В отставку душ Сантуша!», «К ответу Дину Матруша!», «Иконокласта победит!»[30].